# Aeschynomene fluitans
Aeschynomene fluitans là một loài thực vật có hoa trong họ Đậu. Loài này được Peter miêu tả khoa học đầu tiên.